# Nicanor Duarte Frutos
Nicanor Duarte Frutos (ur. 11 października 1956 w Coronel Oviedo) – paragwajski polityk, prezydent kraju od 2003 do 2008.

## Życiorys
Urodził się w Coronel Oviedo w departamencie Caaguazu. Dorastał w czasach reżimu Alfreda Stroessnera i w wieku 14 lat został zmuszony do wstąpienia w szeregi jego Partii Colorado. 
W 1984 ukończył prawo na Katolickim Uniwersytecie w Asunción, zaś w 1989 uzyskał doktorat na Uniwersytecie Narodowym w Asunción. Następnie przystąpił do rządzącej Partii Colorado. Po objęciu prezydentury w Paragwaju w sierpniu 1993 przez Juana Carlosa Wasmosy Montiego, Duarte został mianowany ministrem edukacji i kultury. W 1996 z powodu politycznych kontrowersji zmuszony był opuścić szeregi partii. W lutym 1997 zrezygnował z urzędu ministra.
W styczniu 2001 został przewodniczącym Partii Colorado. W grudniu 2002 uzyskał partyjną nominację kandydata w ubieganiu się o fotel prezydencki. W wyborach 27 kwietnia 2003 zajął pierwsze miejsce, zdobywając 37,1% głosów. Urząd oficjalnie objął 15 sierpnia 2003, zostając 51. prezydentem Paragwaju, a 11. wywodzącym się z Partii Colorado.

### Rezygnacja z urzędu prezydenta
Nicanor Duarte Frutos 23 czerwca 2008 ogłosił swoją rezygnację z urzędu, by móc dzięki temu objąć 1 lipca 2008 mandat senatora, który uzyskał w wyborach generalnych w kwietniu 2008. Swoją oficjalną rezygnację złożył na ręce przewodniczącego parlamentu, jednakże przedstawiciele opozycji zapowiedzieli bojkot specjalnej sesji parlamentu, zwołanej w celu debaty nad sprawą. 24 czerwca 2008 zwołano specjalną sesję parlamentu, lecz zgodnie z zapowiedzią zabrakło wymaganego kworum. Uniemożliwiło to przyjęcie rezygnacji prezydenta i oznaczało konieczność sprawowania przez niego władzy do 15 sierpnia 2008, kiedy to w fotelu szefa państwa zasiadł Fernando Lugo. Nicanor Duarte Frutos objął, przysługujący byłym prezydentom mandat dożywotniego senatora, którym nie przysługuje jednak prawo głosu.